# Njurkuhajaure
Njurkuhajaure är en sjö i Gällivare kommun i Lappland och ingår i Kalixälvens huvudavrinningsområde. Sjön har en area på 0,067 kvadratkilometer och ligger 492 meter över havet. Njurkuhajaure ligger i Kaitum fjällurskog Natura 2000-område.

## Delavrinningsområde
Njurkuhajaure ingår i det delavrinningsområde (752225-167024) som SMHI kallar för Utloppet av Sapmaljaure. Medelhöjden är 595 meter över havet och ytan är 25,17 kvadratkilometer. Det finns inga avrinningsområden uppströms utan avrinningsområdet är högsta punkten. Njurkuhajåkka som avvattnar avrinningsområdet har biflödesordning 3, vilket innebär att vattnet flödar genom totalt 3 vattendrag innan det når havet efter 344 kilometer. Avrinningsområdet består mestadels av skog (36 procent), sankmarker (25 procent) och kalfjäll (34 procent). Avrinningsområdet har 0,77 kvadratkilometer vattenytor vilket ger det en sjöprocent på 3,1 procent.